# Gustav Casmir
Gustav Casmir  (Berlijn, 5 november 1874 - 2 oktober 1910) was een Duits schermer.
Casmir nam deel aan twee edities van Olympische Zomerspelen en won hierin vier medailles. Tevens won Casmir de meeste medailles in het schermen op de Olympische Zomerspelen van 1906.

## Palmares
- Olympische Zomerspelen
  - 1906
    -  - Floret individueel
    -  - Sabel individueel
    -  - Sabel, 3 treffers
    -  - Sabel team